# Tauen
Das Tauen ist ein Papier, das sehr zäh ist. Alternativ verwendet man auch der Tauen, meint in der Druckerei damit aber den Tauenbogen.

## Namensherkunft
Tauen bekam seinen Namen vom damals vorrangig verwendeten Rohstoff – gebrauchte Taue aus Sisal und Jute. In feineren Qualitäten (Schreibpapiere) nennt man Tauen auch Manila. Tauen ist ein ca. eineinhalbfach auftragendes Papier mit sehr langen Fasern, scharfer Satinage und einer Viertelleimung. Meist ist es hellbraun bis gelblich, seltener gebleicht oder intensiv gefärbt. Tauen kann größere Wassermengen aufnehmen, ohne wellig zu werden. Die Herstellung von Tauenpapier ist ein Spezialprozeß, den nur wenige Papierfabriken weltweit beherrschen. Die Kochung und Vorbehandlung des Zellstoffes erfolgen auf maximale Härte und Berstfestigkeit. Die Falzbarkeit ist relativ hoch. Tauen wird im Handel häufig mit Natronkraftpapier verwechselt, die Eigenschaften sind aber beim Tauen weitaus besser eingestellt. Kraftpapier ist vorrangig für den Einsatz als Umschlagpapier optimiert, Tauen hingegen als druckfestes Papier.

## Verwendung
- Es wird, teilweise mit Öl getränkt, als Verpackungsmaterial verwendet. Hier ist die Anwendung oft bei Maschinenteilen – Beispiel: Zahnräder; Wellen; Bolzen – üblich.
- Beim Buchdruck als Aufzugtauen. Damit wird auf dem Gegendruck – Druckzylinder oder der Tiegelplatte – das elastische Widerlager zur Druckform aufgebaut.
- Für buchbinderische Arbeiten als zähe Einlage oder Scharnier.